# Liebherr T282B

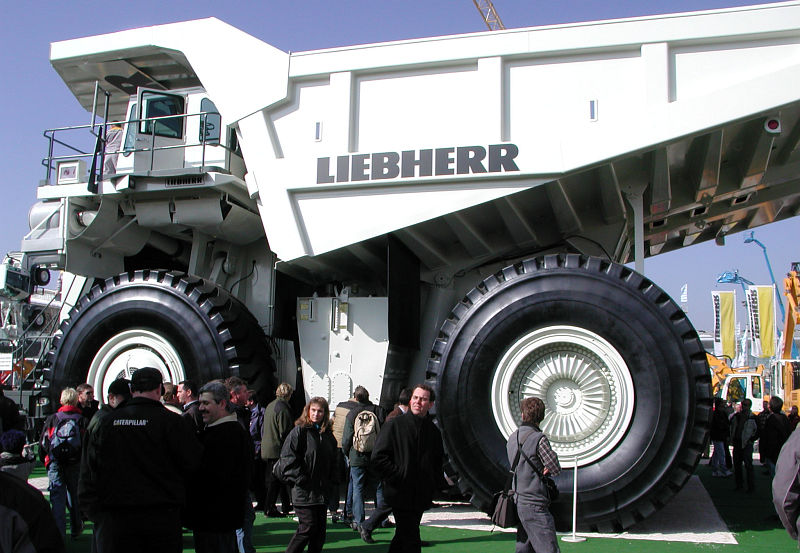
De Liebherr T282 dumper.

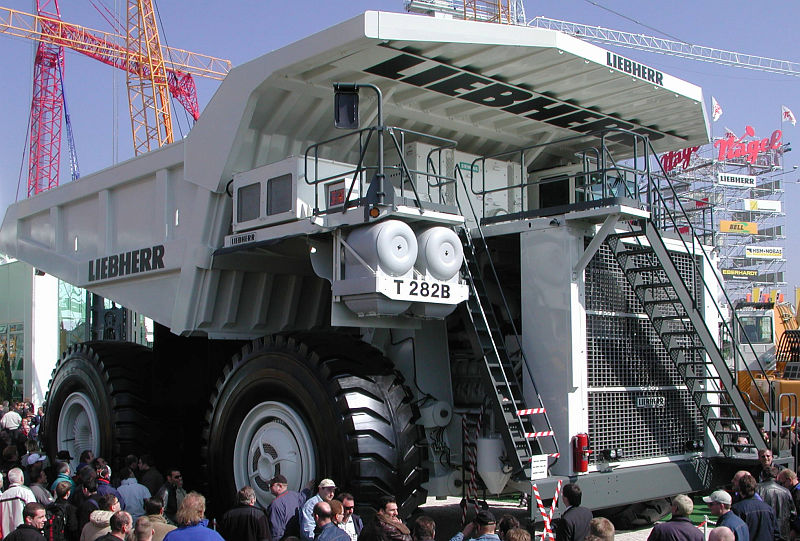
De Liebherr T282 dumper.

De Liebherr T282B is een van de grootste dumptrucks ter wereld. Hij wordt sinds 2004 geproduceerd door Liebherr. Deze vrachtwagen kost ruim 3,5 miljoen dollar en wordt met de hand gebouwd in een 4 hectare grote fabriek waar 4 T282B's tegelijk gebouwd kunnen worden. 
Liebherr verwacht enkele tientallen T282's per jaar te verkopen. Ze worden hoofdzakelijk geleverd aan bedrijven die steenkool, koper, ijzererts en goud in dagbouw winnen in de Verenigde Staten, Chili, Zuid-Afrika en Australië.

## Techniek
De T282B heeft geen koppeling of versnellingsbak. De dieselmotor drijft een generator aan die stroom aan twee Siemens wisselstroommotoren in de achterwielen levert, zogenaamde dieselelektrische aandrijving. Dit soort aandrijving is afkomstig uit locomotieven. De reden dat er wisselstroommotoren worden gebruikt is vanwege het remmen. Als je met een T282B van een berg af wilt, moet je veel remmen. Schijfremmen kunnen het grote gewicht niet aan, daarom kunnen de wisselstroommotoren als remmen worden gebruikt. Door deze wijze van aandrijving kan de grote dieselmotor nu op de meest gunstige plek worden gezet, onafhankelijk van aandrijfassen.
De T282B heeft overigens wel schijfremmen, maar deze zijn alleen voor noodgevallen.
Een CD-speler en airconditioning zijn optioneel te bestellen.

## Technische gegevens
- Gewicht (ongeladen): 203 ton
- Maximale belasting: 363 ton
- Wiel (vier stuks): 1,4 meter breed, 3,8 meter doorsnede
- Dieselmotor: MTU 90 liter, V20, 3650 pk
- Wisselstroommotoren (twee stuks): 3015 pk
- Schijfremmen (vier stuks): 1,2 meter doorsnede
- Maximumsnelheid: 64 km/h
- Vermogen: 2013 - 2722 kW